# Synagoga w Sycowie
Synagoga w Sycowie – synagoga znajdująca się w Sycowie przy dzisiejszej ulicy Ogrodowej, w pobliżu dawnych murów miejskich.
Synagoga została zbudowana w 1825 roku. Podczas nocy kryształowej z 9 na 10 listopada 1938 roku bojówki hitlerowskie zdemolowały wnętrze synagogi. Obecnie, po przebudowie, służy jako dom mieszkalny. Do dziś częściowo zachował się wystrój zewnętrzny budynku.